# Mazra‘eh Chāh Darvīsh
Mazra‘eh Chāh Darvīsh (persiska: چاه درويش, Chāh-e Darvīsh, مزرعه چاه درويش) är en bondby i Iran.   Den ligger i provinsen Hormozgan, i den södra delen av landet, 1 000 km söder om huvudstaden Teheran. Mazra‘eh Chāh Darvīsh ligger 42 meter över havet och antalet invånare är 152.
Terrängen runt Mazra‘eh Chāh Darvīsh är platt söderut, men norrut är den kuperad. Terrängen runt Mazra‘eh Chāh Darvīsh sluttar söderut. Runt Mazra‘eh Chāh Darvīsh är det glesbefolkat, med 11 invånare per kvadratkilometer. Närmaste större samhälle är Bandar-e Chārak, 14,6 km sydväst om Mazra‘eh Chāh Darvīsh. Trakten runt Mazra‘eh Chāh Darvīsh är ofruktbar med lite eller ingen växtlighet.